# Asperula majoriflora
Asperula majoriflora là một loài thực vật có hoa trong họ Thiến thảo. Loài này được Borbás ex Formánek mô tả khoa học đầu tiên năm 1894.